# 디자인 (영국의 밴드)

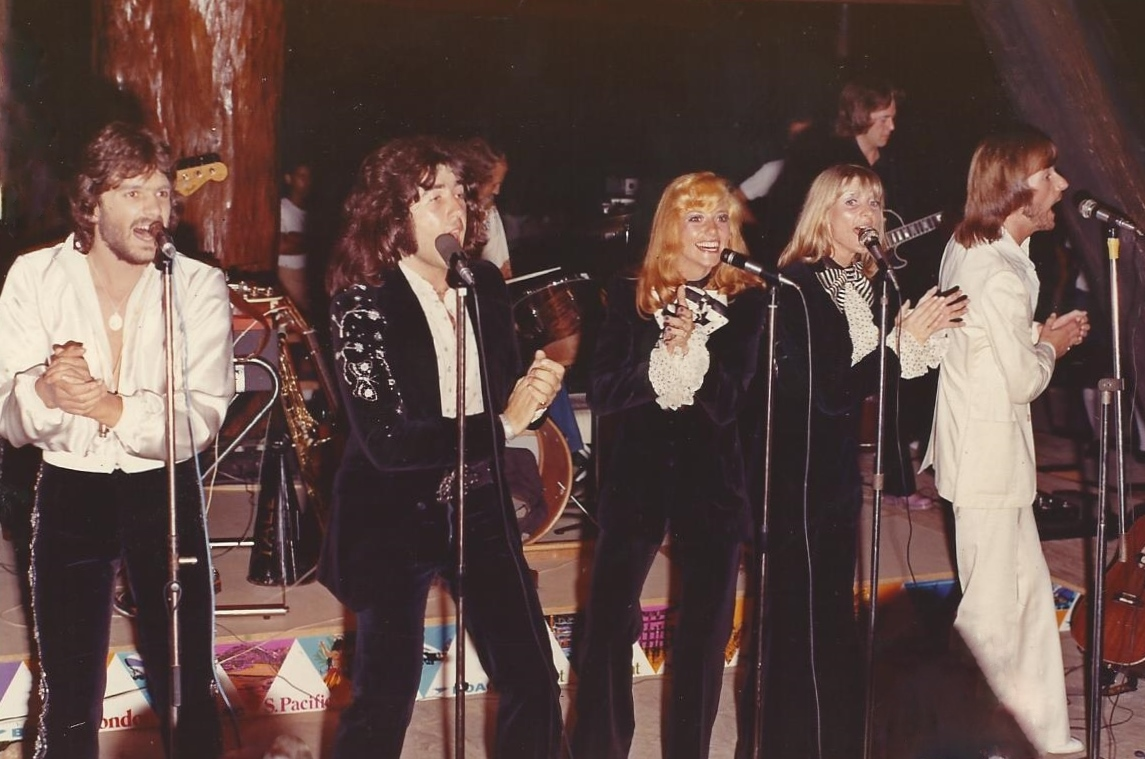
1973년의 디자인.

디자인(Design)은 1970년대 초의 영국의 보컬 그룹이며 구성원으로는 베리 알렉산더(Barry Alexander), 가브리엘 필드(Gabrielle Field), 캐시 매뉴엘(Kathy Manuell), 제프 매튜스(Jeff Matthews), 존 모건(John Mulcahy-Morgan), Geoff Ramseyer가 있다. 이들의 음악 스타일은 '복잡하고도 매력적인 하모니와 재미있는 환각성 트위스트'과 '가벼운 히피 분위기의 선샤인 하모니 팝'을 갖춘 포크 록으로 기술되고 있으며 이에 따라 지금은 선샤인 팝으로 불린다. 디자인은 영국에서 13개의 싱글과 5개의 음반을 출시했으며 1976년 분리되기 전에 50개 이상의 텔레비전 프로그램에 출연하였다.

## 디스코그래피

### 음반
- 1971년 1월: Design (Epic) (USA)
- 1971년 3월:Design (Epic)
- 1971년 10월: Tomorrow is So Far Away (Epic)
- 1973년 2월: Day of the Fox (Regal Zonophone)
- 1974년 5월: In Flight (EMI)
- 1976년 2월: By Design (EMI)[6]